# It's Alright with Me
| Recensione    | Giudizio   |
| ------------- | ---------- |
| AllMusic      | [ 2 ]      |
| Rolling Stone | Favorevole |

It's Alright with Me è il terzo album dell'artista Patti LaBelle, pubblicato attraverso l'etichetta Epic Records nel 1979. L'album è stato prodotto da Skip Scarborough. Ebbe successo al momento della pubblicazione grazie alla popolarità delle canzoni "Come What May" e "Music is My Way of Life", la quale ebbe successo nella classifica di musica danxw. "Come What May" è diventata una canzone popolare durante le esibizioni dal vivo di Patti LaBelle poco dopo la sua uscita.

## Lista delle canzoni
Tutti i brani sono stati scritti da Skip Scarborough, salvo dove indicato
1. "It's Alright with Me"
2. "My Best Was Good Enough"
3. "What Cha Doin' to Me?"
4. "Love Is Just a Touch Away" (LaBelle, James R. Budd Ellison, Skip Scarborough)
5. "Love and Learn"
6. "Deliver the Funk"
7. "Come What May" (David Lasley, Allee Willis)
8. "You and Me" (Allee Willis)
9. "Music is My Way of Life" (Marti Sharron)

Remaster del 2011 
10. "It's Alright with Me" (single version)
11. "Music is My Way of Life" (single version)
12. "Music is My Way of Life" (Strumentale)